# Río Rons
El río Rons o Loural es un río del noroeste de la península ibérica que discurre por el municipio de Pontevedra y desemboca en el río Lérez en su tramo final en el parque de la Xunqueira de Alba, en la parte norte de la ciudad de Pontevedra (España). Su desembocadura en el Lérez se localiza en la zona de las Corrientes, así llamada porque en este punto se juntan las corrientes de los ríos Rons y Lérez y las aguas de la ría de Pontevedra

## Curso
La longitud del río Rons es de aproximadamente seis kilómetros. Es el río que forma el embalse de la ciudad de Pontevedra, el embalse de Pontillón de Castro, situado en la parroquia pontevedresa de Verducido. Nace muy cerca del monte Acibal y parte de unos pocos metros al norte del embalse de Pontillón de Castro hasta el río Gándara. Ambos confluyen en la parroquia de Alba y ya con el nombre de Gándara desembocan en el mayor humedal del municipio de Pontevedra: las marismas de Alba, que forman parte del parque de la Xunqueira de Alba.
El río pasa por varias parroquias del municipio de Pontevedra, partiendo de Berducido y pasando en su tramo alto por Cerponzones. En esta parroquia en el lugar de Leborei es cruzado por un puente del siglo XVIII, el puente Malvar, que tiene un crucero monumental llamado el crucero de Ánimas. 
Se conservan varios molinos en el curso del río. En su tramo bajo pasa por la parroquias de Campañó y de Alba, por el lugar de San Caetano, y por prados y bosques de ribera. A partir de San Caetano pasa a formar parte del río Gándara, que desemboca en las marismas de Alba. Es cruzado por las carreteras PO-224 y la N-550.